# Duccio di Buoninsegna
Duccio di Buoninsegna (Siena, 1255-1260 körül– San Quirico, 1318-1319 körül) itáliai festő, a sienai iskola egyik legfőbb alakja.
Duccio művészetében erős bizánci hatás fedezhető fel, illetve Cimabue befolyása is nyilvánvaló.

## Élete, munkássága
A legkorábbi dokumentum, amiben Duccio neve szerepel, 1278 novemberéből maradt ránk. Ekkor Siena városa 12 darab, dokumentumok tárolására szolgáló festett láda elkészítéséért fizetett neki. Ezek a művek azonban nem maradtak fenn. 1279-ből és 1280-ból két újabb dokumentum említi Duccio nevét: az előbbi a Biccherna fedeléért járó fizetségét tartalmazza, az utóbbi pedig egy, a festőre kirótt komoly bírság összegét.
Néhány évvel később, 1285. április 15-én megkapja első jelentős megbízását a firenzei Santa Maria Novella templom számára. Ez a festmény ma a Rucellai Madonna néven ismert. Ugyanezen év októberében Duccio már újra Sienában dolgozik a Biccherna újabb borítóján. Erre a munkára 1286 és 1295 között rendszeresen kapott megbízást Sienától, ekkor már mint elismert festő.
Miközben egyre elismertebb volt mint festő, igen lázadó polgár hírében állhatott, akit még a boszorkánysággal is kapcsolatba hoztak, és 1302-ben ezért bírság fizetésére is köteleztek. Ugyanabban az évben büntették meg a Maremma elleni háborúból való dezertálásért. Azonban a sok rá kiszabott bírság ellenére is igen tehetős polgárrá vált – egy 1304-es feljegyzés szerint Duccio már egy Siena közeli szőlőskert tulajdonosa és anyagi helyzete még stabilabb lesz, amikor 1308. október 9-én megkapja a megbízást a Maestà elkészítésére a sienai dóm számára. A mű 1311-re készült el, amikor is június 9-én körmenetben szállították át a festő műhelyéből a dómba.
Az utolsó Duccióról szóló feljegyzések 1318-ra datálhatóak, ezért feltételezhető, hogy 1319 táján a festő elhunyt. Hét gyermeke közül legalább kettő szintén festő lett.

## Művei
Duccio fennmaradt művei:
- Madonna a gyermekkel – Tempera és arany, fa, Museo d'arte sacra della Val d'Arbia, Buonconvento, Siena mellett
- Gualino Madonna – Tempera és arany, fa, Galleria Sabauda, Torino
- Madonna a gyermek Jézussal és két angyallal (más néven a Crevolei Madonna) (1280 k.) – Tempera és arany, fa, Museo dell'Opera Metropolitana, Siena
- Rucellai Madonna (1285 k.) – Tempera és arany, fa, Galleria degli Uffizi, Firenze (a Santa Maria Novella templom tulajdona)
- Feszület – Tempera, fa, Odescalchi Collection, Róma, korábban a Castello Orsini tulajdona volt, Bracciano
- Feszület a grossetói San Francesco-templomban (1289), – Grosseto, San Francesco-templom
- Madonna három ferencessel[4] (1300 k.) – Tempera és arany, fa, Pinacoteca Nazionale, Siena
- A sienai dóm üvegablaka
- Maestà – Tempera és arany, fa - Kunstmuseum, Bern, Svájc
- Madonna a gyermekkel – Tempera és arany, fa, Metropolitan Museum of Art, New York (korábban a Stoclet Collection része volt, Brüsszel, Belgium)[9]
- Madonna a gyermek Jézussal és hat angyallal – Tempera és arany, fa, Galleria Nazionale dell'Umbria, Perugia, Olaszország
- poliptichon: Dossale no. 28 (1305 k.) – Tempera és arany, fa, Pinacoteca Nazionale, Siena
- poliptichon no. 47: Madonna és a gyermek Jézus szentekkel, Ágnes, János apostol, Keresztelő Szent János, Mária Magdolna; tíz pártriárka és a próféták, áldást osztó Krisztus – Tempera és arany, fa, Pinacoteca Nazionale, Siena
- Giuncarico várának feladása – Freskó, Palazzo Pubblico, Siena
- Maestà, hátoldalán Krisztus szenvedéstörténete – Tempera és arany, fa,- Massa Marittima, Olaszország
- kis triptichon: Krisztus megkorbácsolása; Keresztrefeszítés; Az asszonyok a sírnál - Tempera és arany, fa, Società di Esecutori di Pie Deposizioni, Siena
- kis triptichon: Madonna a gyermek Jézussal és négy angyallal, Szent Domonkos, Szent Ágnes és hét próféta – Tempera és arany, fa - The National Gallery, London, Egyesült Királyság
- hordozható oltár: keresztrefeszítés áldást osztó Krisztussal; Szent Miklós; Szent Gergely – Tempera és arany, fa, Museum of Fine Arts, Boston, USA[10]
- kis triptichon: Keresztrefeszítés angyalokkal; Angyali üdvözlet és Madonna a gyermek Jézussal és angyalokkal; Szent Ferenc stigmái, Madonna és trónoló Krisztus – Tempera és arany, fa, Royal Collections, Hampton Court, London mellett, Egyesült Királyság
- Maestà (Madonna a gyermek Jézussal, húsz angyallal és tizenkilenc szenttel) – Tempera és arany, fa, Museo dell'Opera Metropolitana, Siena
- Maestá (Krisztus megkísértése a hegyen) – Tempera és arany, fa – The Frick Collection, New York